# 洪湖公園
洪湖公園（こうここうえん）は、中華人民共和国広東省深圳市羅湖区にある都市公園（総合公園）。面積は約591,500平方メートル。

## 歴史
1984年に開設された。 また、ハス（蓮）の名所としても有名。

## 公園施設
- 品荷園
- 掬水台
- 蓮花展覽館
- 咏荷碑廊
- 遊樂園
- 游泳池

### 橋
- 渡逸橋
- 芙蓉橋
- 流溪橋
- 弄月橋
- 藕斷橋
- 青蓮橋
- 吟風橋

### 湖
- 映日潭

### 島嶼
- 東霊島
- 荷仙島
- 西秀島

### 亭
- 晨曦亭
- 芙蓉亭
- 荷翰亭
- 兩宜亭
- 流霞亭

## 交通アクセス
- 地下鉄7号線 — D出口[2]
- 23路、27路、213路、206路、300路、303路、312路、315路、357路公交車 — 洪湖公園駅

## ギャラリー
- 回廊。
- 橋。
- 不肯嫁東風の雕像。
- 鳥が湖で食べ物を探している。
- 芙蓉橋。
- 緑道。